# Hypena obacerralis
Hypena obacerralis is een vlinder uit de familie spinneruilen (Erebidae). De wetenschappelijke naam is voor het eerst geldig gepubliceerd in 1859 door Walker.
De soort komt voor in tropisch Afrika.